# Хайнрих II фон Родерзен
Хайнрих II фон Родерзен (на немски: Heinrich II. von Rodersen, Ritter; † сл. 1320) е рицар от род фон Родерзен/Родериксен в Хесен.
Той е син на рицар Арнолд I фон Родерзен († 1276) и съпругата му София фон Аспе († сл. 1276), дъщеря на рицар Адам II фон Аспе († сл. 1268).
Замъкът Родерзен или Родериксен, построен ок. 1180/1200 г., се намира на 4,5 км северно от Волфхаген.

## Фамилия
Хайнрих II фон Родерзен/Родериксен се жени за Ерменгард фон Гуденсберг († сл. 1278), дъщеря на Гизо фон Гуденсберг († 1289) и Алхайд († сл. 1289). Те имат децата:
- Гизо I фон Родерзен († сл. 1330)
- дъщеря фон Родерсен († сл. 1320), омъжена за Хадрад фон Рикенбах († сл. 1338)
- Хилдегард фон Родериксен († сл. 1338)
- Аделхайд фон Родериксен († сл. 1338), омъжена за Херболд VI фон Амелунксен († сл. 1332), потомък на рицар Херболд II фон Амелунксен († сл. 1245). Те имат дъщеря:
  - Ерментруд фон Амелунксен († сл. 1361), омъжена за Бертолд фон дер Асебург († сл. 8 март 1377)